# Adam Blythe
Adam Blythe (Sheffield, 1989. október 1. –) brit profi kerékpáros. Országúton és pályán egyaránt versenyez.
2019-ben visszavonult a versenyzéstől.

## Eredményei pálya-kerékpározásban
2005
1.,  Brit pályakerékpáros bajnokság - Egyéni üldözőverseny - U-16 
1.,  Brit pályakerékpáros bajnokság - Scratch - U-16 
2.,  Brit pályakerékpáros bajnokság - Scratch - Junior
2.,  Brit pályakerékpáros bajnokság - Pontverseny - U-16
3.,  Brit pályakerékpáros bajnokság - 500 méteres időfutam- U-16
2006
1., Pályakerékpáros-Európa-bajnokság - Csapat üldözőverseny - Junior
1.,  Brit pályakerékpáros bajnokság - Scratch - Junior 
2.,  Brit pályakerékpáros bajnokság - Pontverseny -Junior
2007
1., Pályakerékpáros-Európa-bajnokság - Csapat üldözőverseny - Junior
1., UIV Cup
2.,  Brit pályakerékpáros bajnokság - Scratch - Junior
3.,  Brit pályakerékpáros bajnokság - Pontverseny -Junior

## Eredményei országúti versenyzésben
2007
1. - Kuurne-Brussels-Kuurne - Junior
2008
1. - Schaal Indekeu Hulshout
Tour of Hong Kong
1., 2. szakasz
1., 3b szakasz
2009
1., 7. szakasz - Thüringen Rundfahrt
2., összetettben - 1 Meiprijs-Ereprijs Victor De Bruyne
5. - Antwerpse Havenpijl
6. - Beverbeek Classic
2010
1., összetettben - Circuit Franco-Belge
1., 1. szakasz
1., 3. szakasz
1., - Nationale Sluitingsprijs
3. - Omloop van het Houtland
4. - Schaal Sels-Merksem
4. - GP de Fourmies
2011
3. - GP Stad Zottegem
4., összetettben - Ronde van Drenthe
7., összetettben - Circuit Franco-Belge

## Grand Tour eredményei
| Grand Tour | 2010    | 2011    | 2012 |
| ---------- | ------- | ------- | ---- |
| Giro       | feladta | feladta |      |
| Tour       | -       | -       |      |
| Vuelta     | -       | -       |      |